# Aage Thorsen Skovsted
Aage Thorsen Skovsted (3 de noviembre de 1903 - 1983) fue un micólogo, botánico y taxónomo danés.
En 1937, obtuvo el doctorado en historia natural por la Universidad de Copenhague.

## Invenciones
Proceso para la fabricación de compuesto para exterminar ratas que contiene desecadas, bacterias de Salmonela almacenables en su estado virulento EE. UU. 2717226
- La abreviatura «Skovst.» se emplea para indicar a Aage Thorsen Skovsted como autoridad en la descripción y clasificación científica de los vegetales.[6]